# Jump Square
La Jump Square (ジャンプスクエア?, Janpu Sukuea), abbreviata Jump SQ, è una rivista di manga shōnen della Shūeisha pubblicata per la prima volta il 2 novembre 2007 al prezzo di 500 Yen in sostituzione del Monthly Shōnen Jump, chiusa il 6 giugno 2007. La rivista partì al lancio con 500 000 copie stampate ma il numero non fu sufficiente a soddisfare la domanda, così la Shueisha fece stampare un supplemento di 100 000 copie. Al 2010 le vendite della rivista ammontano a circa 370 000 copie. La sigla SQ utilizzata nel nome sta per Supreme Quality.

## Manga attualmente pubblicati
Quando la rivista uscì la prima volta nel novembre del 2007 i manga pubblicati erano 18, 14 di questi erano nuovi mentre 4 provenivano dal Monthly Shonen Jump (Claymore, Gag Manga Biyori, Rosario to Vampire seasonII e Letter Bee). Nel periodo tra la chiusura del Monthly Shonen Jump e dell'apertura del Jump SQ questi quattro manga sono stati pubblicati temporaneamente su Shonen Jump. Queste quattro serie insieme a Blue Exorcist e D.Gray-man (trasferito da Shonen Jump nel novembre 2009) sono le serie più importanti della rivista.
Ci sono attualmente quindici serie serializzate sul Jump Square. 
| Titolo                                                                                           | Mangaka                                                                | Prima Uscita   |
| ------------------------------------------------------------------------------------------------ | ---------------------------------------------------------------------- | -------------- |
| Ame to umi (あめとうみ?)                                                                         | Atsuka Yamagata                                                        | novembre 2024  |
| Akanabe-sensei wa tereshirazu (茜部先生は照れ知らず?)                                            | Naoya Tajimi                                                           | novembre 2023  |
| Blue Exorcist (青の祓魔師?, Ao no futsumashi)                                                    | Kazue Katō                                                             | aprile 2009    |
| Dark Gathering (ダークギャザリング?)                                                             | Kenichi Kondō                                                          | marzo 2019     |
| Gate 7 (ゲート セブン?)                                                                          | CLAMP                                                                  | febbraio 2011  |
| Gilded Enemy (ギルデッドエネミー?, Girudeddo Enemī)                                              | Ryou Hattori                                                           | dicembre 2024  |
| Gokurakugai (極楽街?)                                                                            | Yuto Sano                                                              | agosto 2022    |
| Hanakaze Killertune (華風キラーチューン?)                                                        | Emi Watanabe, Shunta Mizoguchi                                         | marzo 2025     |
| Hōkago no ōjisama (放課後の王子様?)                                                              | Takeshi Konomi, Kenichi Sakura                                         | novembre 2008  |
| Kemono jihen (怪物事変?)                                                                         | Shō Aimoto                                                             | dicembre 2016  |
| Kono oto tomare! (この音とまれ!?)                                                                | Amyū                                                                   | agosto 2012    |
| Masuda Kōsuke Gekijō Gag Manga Biyori GB (増田こうすけ劇場 ギャグマンガ日和 GB?)                 | Kōsuke Masuda                                                          | dicembre 2014  |
| Moriarty the Patriot (憂国のモリアーティ?, Yūkoku no Moriarty)                                   | Arthur Conan Doyle (Sherlock Holmes), Ryōsuke Takeuchi, Hikaru Miyoshi | agosto 2016    |
| Mr. Clice (ミスタークリス?)                                                                      | Osamu Akimoto                                                          | febbraio 2017  |
| Oshi wo katachi ni suru shigoto (推しをカタチにする仕事?)                                        | Kyoutarō Andō                                                          | novembre 2023  |
| Parman no jōnetsuteki na hibi (PARマンの情熱的な日々?)                                           | Fujiko Fujio                                                           | novembre 2007  |
| Phantom Busters (ファントムバスターズ?, Fantomu Basutāzu)                                        | Neoshoco                                                               | agosto 2023    |
| Rurōni Kenshin -Meiji Kenkaku Roman-tan Hokkaido-yen- (るろうに剣心 -明治剣客浪漫譚・北海道編-?) | Nobuhiro Watsuki, Kaoru Kurosaki                                       | settembre 2017 |
| Seraph of the End (終わりのセラフ?)                                                              | Takaya Kagami, Yamato Yamamoto, Daisuke Furuya                         | settembre 2012 |
| Shin Tennis no ōjisama (新テニスの王子様?)                                                       | Takeshi Konomi                                                         | marzo 2009     |
| Show-ha Shoten! (ショーハショーテン！?)                                                          | Akinari Asakura, Takeshi Obata                                         | novembre 2021  |
| The Bugle Call (戦奏教室?, Sensō kyōshitsu)                                                      | Sora Mozuku, Toumori Higoro                                            | giugno 2022    |
| Too Cute Crisis (カワイスギクライシス?)                                                          | Mitsuru Kido                                                           | ottobre 2019   |
| World Trigger (ワールドトリガー?)                                                                | Daisuke Ashihara                                                       | gennaio 2019   |

## SQ. Next Cup
In modo simile a quanto accade per la Gold Future Cup su Shonen Jump, il Jump SQ ha indetto un nuovo concorso annuale chiamato SQ Next Cup: la rivista pubblica in alcune uscite storie autoconclusive di vari autori esordienti dopodiché, tramite un sondaggio, si deciderà il vincitore del concorso il quale avrà la possibilità di essere serializzato sulla rivista. Il concorso è partito nel 2013 nei numeri #09 e #10. Il primo vincitore della competizione è stato Hotel Helheim di Osamu Nishi.
| Edizione | Anno | Uscita | Titolo                                                 | Mangaka          |
| -------- | ---- | ------ | ------------------------------------------------------ | ---------------- |
| 1        | 2013 | #09    | Grimm Pot no Soko (グリムポットの底?)                  | Yamato Fujiniji  |
| 1        | 2013 | #09    | Chuni-chan no Alice-chan (ちゅにちゃんとありすちゃん?) | Tomoaki Tanigawa |
| 1        | 2013 | #10    | Hotel Helheim (ホテル・ヘルヘイム?)                    | Osamu Nishi      |
| 1        | 2013 | #10    | Dennou Jailbird (電脳ジェイルバード?)                  | Shinya Sansudari |
| 2        | 2014 | #09    | Issen (ISSEN?)                                         | Aoko             |
| 2        | 2014 | #09    | Top of the World (株式会社TOP OF THE WORLD?)           | Yuichiro Suzuki  |
| 2        | 2014 | #10    | Photogenic (?)                                         |                  |

## Riviste minori

### Jump SQ. II (Second)
Jump SQ.II (Second) (ジャンプSQ.II?, Janpu Sukuea Sekando) è una rivista spin-off ad uscita aperiodica della Jump SQ pubblicata per quattro volte dal 18 aprile 2008 al 18 dicembre 2009. Dopo la quarta uscita la rivista è stata sostituita dal Jump SQ.19. È la rivista su cui venne pubblicato la storia autoconclusiva di Ultimo, scritto da Stan Lee e Hiroyuki Takei.

### Jump SQ.19
Jump SQ.19 (ジャンプSQ.19?, Janpu Esu Kyū Ichi Kyū) è una rivista spin-off della Jump SQ pubblicata per la prima volta il 19 maggio 2010. La serie contiene storie proprie più storie legate alle serie presenti su Jump SQ. Inizialmente la rivista era mensile ma, dal 18 febbraio 2012, la rivista ha cambiato periodicità diventando bimestrale. La rivista è stata poi chiusa il 19 febbraio 2015 col suo 18° numero.

### Jump SQ.LaB
Jump SQ.LaB (ジャンプSQ.LaB?, Janpu Sukuea Labo) è una rivista ad uscita aperiodica uscita per la prima volta il 15 luglio 2011. La rivista accoglie, in modo analogo al Jump NEXT, i capitoli autoconclusivi di autori famosi e autori esordienti oppure capitoli speciali di serie già in corso sul Jump SQ e sul Jump SQ.19.

### Jump SQ. Crown
Jump SQ. Crown (ジャンプSQ.CROWN?, Janpu Esu Kyū Kulaun) è una rivista nata in sostituzione di Jump SQ.19 uscita per la prima volta il 17 luglio 2015. La rivista è un contenitore per capitoli autoconclusivi e per le serie D.Gray-man e Blood Blockade Battlefront.